# 도요국
도요 국(일본어: 豊国 도요노쿠니[*])은 일본의 율령제 이전의 구니로 오늘날의 후쿠오카현 북동부, 오이타현에 해당한다. 683년에 부젠국(豊前国)과 분고국(豊後国)으로 분할되었다.